# Parafia św. Jana Chrzciciela w Piskach
Parafia pw. Świętego Jana Chrzciciela w Piskach – parafia rzymskokatolicka należąca do dekanatu Rzekuń, diecezji łomżyńskiej, metropolii białostockiej. 
Erygowana została zapewne na przełomie XIV i XV wieku. Jest prowadzona przez księży diecezjalnych.

## Obszar parafii
W granicach parafii znajdują się miejscowości:

- Piski,
- Andrzejki-Tyszki,
- Choromany-Witnice,
- Filochy,
- Gostery,
- Księżopole,
- Mieczki-Abramy,
- Mieczki-Poziemaki,
- Mieczki-Ziemaki,
- Milewo-Łosie,
- Milewo-Tosie,
- Milewo Wielkie,
- Piotrowo,
- Pomian,
- Tyszki-Ciągaczki,
- Tyszki-Nadbory,
- Wiśniewo,
- Wiśniówek,
- Żmijewek-Mans,
- Żmijewek Włościański,
- Żmijewo-Zagroby,
- Żochy.